# ナタリア・ソコロワ (陸上選手)
ナタリア・ドミトリエフナ・ソコロワ（Natalya Dmitrievna Sokolova、ロシア語: Наталья Дмитриевна Соколова、旧姓・クリチコワ (Kulichkova、Куличкова)、1949年10月6日 - ）は、おもに400メートル競走で競技したソビエト連邦の陸上競技選手。モスクワ生まれ。
ソコロワはモスクワのディナモ（ディナモ・モスクワ）でトレーニングを受けた。彼女は、ソ連を代表して1976年にカナダのモントリオールで開催された夏季オリンピックで1600メートルリレー走に出場し、チームメートのインタ・クリモヴィチャ (Inta Kļimoviča, Инта Климовича)、リュドミラ・アクショノワ (Lyudmila Aksyonova, Людмила Аксёнова)、ナデシュナ・イリーナ (Nadezhda Ilyina, Надежда Ильина) とともに銅メダルを獲得した。